# Segue 2
Segue 2 (Sloan Extension for Galactic Understanding and Exploration) est une galaxie naine sphéroïdale (dSph) située à ∼ 114 000 a.l. (∼ 35 kpc) de la Terre dans la constellation du Bélier. Elle a été découverte en 2007 à l'aide de données du Sloan Digital Sky Survey. La galaxie se dirige dans notre direction à environ 40 km/s.
Segue 2 est l'une des plus petites et moins lumineuses galaxies satellites de la Voie lactée.
La masse de la galaxie naine est estimée à environ 550 000 masses solaires, qui seraient principalement sous forme de vieilles étoiles qui se seraient formées il y a environ 12 milliards d'années.
Segue 2 est située près du courant du Sagittaire. Elle peut avoir été un satellite de la galaxie naine du Sagittaire, où l'un de ses amas stellaires.
En juin 2013, le The Astrophysical Journal rapporte que Segue 2 serait maintenue à l'aide de matière noire,,.

### Pages connexes
- Segue 1